# المرأة في الثورة الروسية
شهدت الثورات الروسية في عام 1917 انهيار الإمبراطورية الروسية وبداية حكومة مؤقتة كفترة انتقالية لم تدم طويلا حتى إنشاء أول دولة اشتراكية في العالم تحت حكم البلاشفة. تعهدت الحكومة بتعزيز قيم المساواة بين الرجل والمرأة. شاركت العديد من النسويات الروس الأوائل والنساء العاملات الروس العاديات بفعالية في الثورة، وتأثرن جميعًا بأحداث تلك الفترة والسياسات الجديدة للاتحاد السوفيتي.
عززت الحكومة المؤقتة التي تولت السلطة بعد الإطاحة بالقيصر في فبراير 1917 مبادئ الليبرالية لتصبح روسيا أول دولة كبرى تمنح المرأة حق التصويت. بمجرد أن وصل البلاشفة إلى السلطة في أكتوبر 1917، قاموا بتحرير قوانين الطلاق والإجهاض، تجريم الشذوذ الجنسي في خطوة منهم لإعلان مكانة أعلى للمرأة. كانت إينيسا آرماند (1874- 1920) وألكسندرا كولونتاي (1872- 1952) وناديجدا كروبسكايا (1869- 1939) وألكساندرا أرتيوخينا (1889-1969) من نساء البلاشفة البارزين. بعد مرور عقد من الزمان تقريبا، أصبح ستالين أول ديكتاتور في بعد الثورة يهاجم سياسة الإصلاحات بصوررة مستمرة وبصورة واضحة على الرغم من تولي العديد من النساء مناصب عامة عالية الأهمية.

## المرأة الروسية والحرب العالمية الأولى
انتعشت الحركة النسائية الروسية بقدوم انتفاضة عام 1905، التي أعقبها تحرير بعض القيود المشددة على النساء وإنشاء برلمان وطني. مع حلول عام 1908، بدأت القوى المعارضة لهذه الإصلاحات بالظهور مرة أخرى لتتراجع بعدها الحركة النسائية بشكل ملحوظ، حيث تم حرمان النساء من الالتحاق بالجامعات وانتشر شعور عام باليأس بين القوى الليبرالية.
كان اندلاع الحرب في أغسطس 1914 مفاجأة، فلم تكن الإمبراطورية على أتم استعداد لها. أخذت ملايين النساء وظائف الرجال الذين إلتحقوا بالجيش. ارتفع عدد العاملات في المراكز الصناعية إلى أكثر من مليون إمراة مع انضمام ما يقرب من 250.000 امرأة إلى القوى العاملة بين عامي 1914 و 1917. لم يقتصر مشاركة المرأة على المتعلمات منهن فقط بل تولت النساء الفلاحات أيضًا أدوار جديدة حيث تولين أعمال أزواجهن الزراعية.
قاتلت النساء بصورة مباشرة في الحرب بأعداد صغيرة على الخطوط الأمامية، غالبًا ما يتنكرن كرجال، بينما خدمت آلاف أخرى كممرضات. أثرت الظروف الاجتماعية للمرأة خلال الحرب العالمية الأولى على الدور الذي لعبته في الثورات القادمة.

## ثورة فبراير وأثرها على الحزب البلشفي
أطاحت ثورة فبراير بالنظام القيصري وأنشأت حكومة مؤقتة. شاركت النساء بشكل فعال في تلك الثورة، خاصة من تجمعن في احتجاج جماهيرية في اليوم العالمي للمرأة للمطالبة بحقوق المشاركة السياسية. حققت تلك المظاهرات نتيجتها حيث تم إصدار مجموعة من القوانين في ظل الحكومة المؤقتة تكفل للمرأة حق التصويت، العمل كمحامين غير تعزيز حقوقها في قوانين الخدمة المدنية.
كانت النساء اللواتي يدافعن عن هذه الأنواع من الحقوق السياسية عمومًا من خلفية الطبقة العليا والمتوسطة، بينما احتجت النساء الأفقر على «الخبز والسلام». انضم عدد كبير من النساء إلى الجيش الروسي ليتم إنشاء وحدات قتالية نسائية، تم تشكيل أولها في مايو 1917.

## قضية المرأة والسياسة البلشفية
لطالما كانت مسألة المرأة وفكرة حصرهن في قواعد وأدوار اجتماعية صارمة موضوعًا شائعًا بين المثقفين الروس في أواخر القرن التاسع عشر وأوائل القرن العشرين. في تناقض حاد مع الغرب، لم تكن المناقشات الروسية بشأن حقوق المرأة وأدوارها جزءًا من الكفاح الأساسي من أجل حقوق الإنسان.
أوضحت باربرا إنجل دور كلا من الجنسين في الثورة. سهَّل ضعف مبادئ الوطنية في العصر الإمبراطوري إدخال سياسات بلشفية مبتكرة. من ناحية أخرى، تم التمييز بين الجنسين في الطبقة العاملة خاصة الذكور، مما أعاق يشكل ملحوظ من ظهور الابتكارات. بعد عام 1905، أصبحت العناصر المتطرفة تصوّر النساء بشكل متزايد على أنهن محرومات من المجال العام حيث كان الرجال فقط هم المشاركين الشرعيين. يجب على الثوار إعطاء الأولوية للرجال وغالبا ما كانوا يسخرون من ربات البيوت والنساء الفلاحات.
نتيجة لذلك، بدأ الإصلاحيون والثوريون النظر إلى النساء على أنهن متخلفات ورجعيات ولا يمكن الوثوق بهن سياسيًا. أشار بعض الماركسيون إلى العاملات على أنهن «الطبقة الأكثر تخلفًا في البروليتاريا» واتهموهن بعدم القدرة على تطوير وعي ثوري دون توجيه الحزب.
كتب العديد منهم عن نظريته حول هذه القضية، لكن العديد من الروس ربطوا القضية بالأساس بالحركة النسائية. قبل الثورة، تم إدانة النسوية على أنها «برجوازية» لأنها تميل إلى أن تأتي من الطبقات العليا، كانت تعتبر معادية للثورة بسبب التصور بأنها كانت ستقسم الطبقة العاملة. أثرت أعمال إنجلز عام 1890 حول مسألة المرأة على لينين بشدة وأعرب عن اعتقاده أن اضطهاد المرأة كان دالة على استبعادها من مجال الإنتاج العام والهبوط إلى المجال المنزلي حيث صرح قائلا:
«لكي تُعتبر النساء رفيقات حقيقيات، يجب تفكيك الأسرة البرجوازية وتحتاج النساء إلى استقلالية كاملة ووصول إلى العمل».
في ضوء مشاركة المرأة في ثورة فبراير، بدأ الحزب الشيوعي السوفيتي في إعادة التفكير وإعادة هيكلة نهجه تجاه «قضية المرأة». لقد عكس ستالين العديد من الابتكارات البلشفية في زمن الحرب، كما أنشأ نظامًا تم تمكينه وتفعيله لبعض النساء.
عارض البلاشفة أي تقسيم للطبقة العاملة، بما في ذلك الفصل بين الرجال والنساء للتركيز بشكل خاص على قضايا المرأة. لقد ظنوا أن الرجال والنساء بحاجة إلى العمل معًا بدون تقسيم ولهذا السبب في الأيام الأولى للحزب، لم يكن هناك أدب مطبوع يستهدف النساء على وجه التحديد ورفض البلاشفة إنشاء مكتب للعاملات. في عام 1917، وافقوا على مطالب الحركة النسوية الروسية وأنشأوا مكتب المرأة.

## ثورة أكتوبر والحرب الأهلية

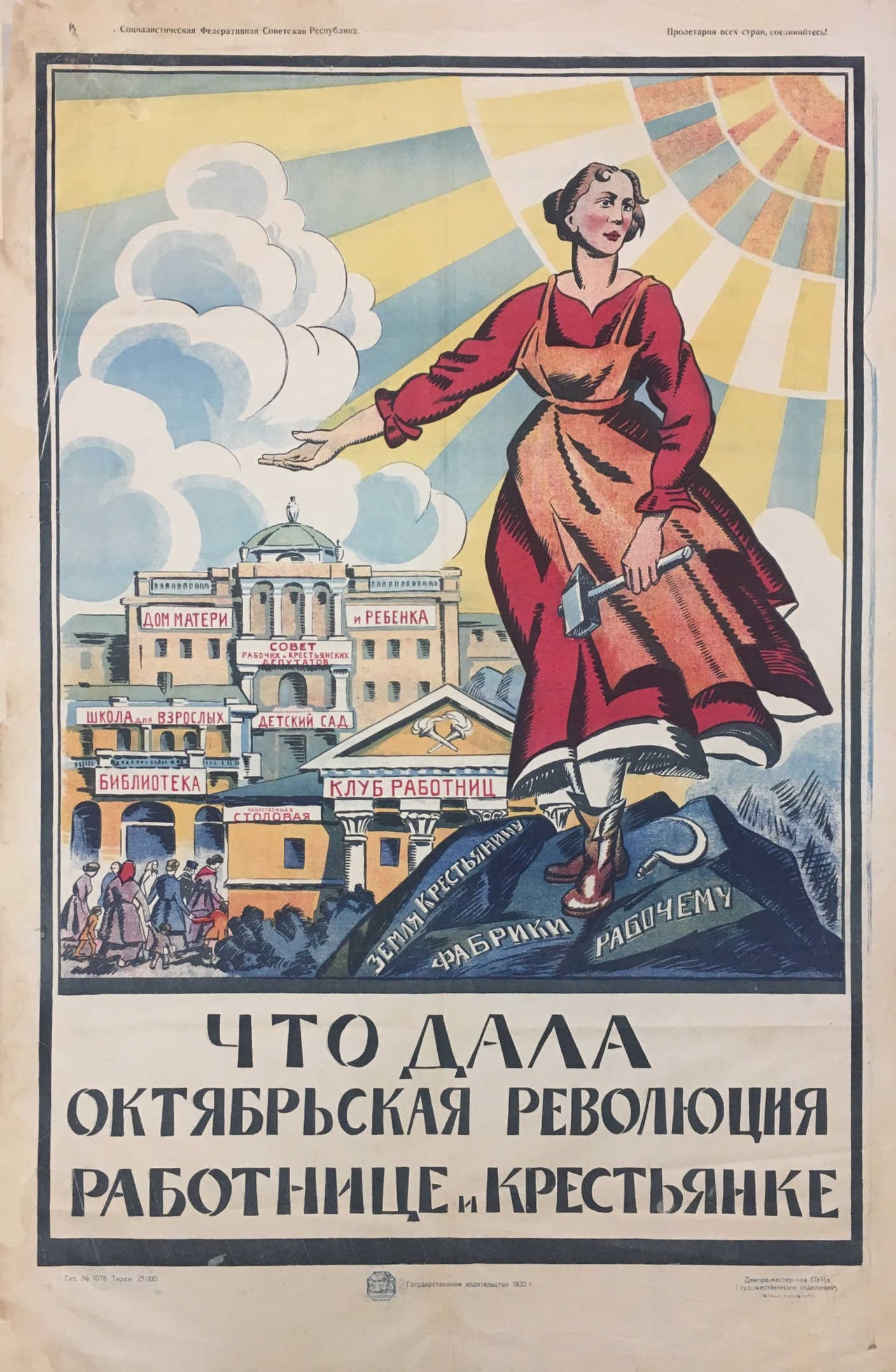
ما قدمته ثورة أكتوبر للعاملات والفلاحين، ملصق دعائي عام 1920. في الخليفة توجد كلمات "مكتبة"، روضة أطفال ومدرسة للكبار.

مع حلول أكتوبر 1918، حرر الاتحاد السوفيتي قوانين الطلاق والإجهاض، تجريم المثلية الجنسية وسمح بالتعايش بين الرجل والمرأة خارج نطاق الزواج كما استهل مجموعة من الإصلاحات التي جعلت النساء من الناحية النظرية أكثر مساواة للرجال. أقر النظام الجديد العديد من الزيجات المكسورة، وكذلك عدد لا يحصى من الأطفال المولودين خارج إطار الزواج. تسبب انتشار حالات الطلاق والشؤون خارج نطاق الزواج في خلق صعوبات اجتماعية في الفترة التي أراد فيها القادة السوفييتين من الناس تركيز جهودهم على تنمية الاقتصاد. أعطوا أولوية عالية لنقل النساء إلى القوى العاملة الصناعية الحضرية. كان هناك انخفاض حاد في معدل المواليد، الذي اعتبره الكرملين تهديدًا للقوة العسكرية السوفيتية. بحلول عام 1936، قام جوزيف ستالين بعكس معظم القوانين الليبرالية، مستهلًا عهدًا محافظًا جديدا استمر لعقود.
قدم البلاشفة إلى السلطة فكرة تحرير المرأة وتحول الأسرة. كانوا قادرين على مساواة الوضع القانوني للمرأة مع الرجل من خلال إصلاح قوانين معينة مثل قانون الزواج، الأسرة، والوصاية التي صدقت عليها في أكتوبر 1918 والتي تسمح لكلا الزوجين كانت تحتفظ بالحق في ممتلكاتهم الخاصة والأرباح، منح الأطفال المولودين خارج نطاق الزواج نفس الحقوق التي يولدها داخلها وجعل الطلاق متاحًا عند الطلب. أطلق البلاشفة حركة للنشاط الذاتي للمرأة، المعروف أيضًا باسم قسم النساء في الحزب الشيوعي (1919-1930). تحت قيادة ألكسندرا كولونتاي، وبدعم من نساء مثل إينيسا آرماند، وناديجدا كروبسكايا، نشرت زينوتدل أخبار الثورة وفرضت قوانينها وأنشأت فصولاً تعليمية ومحوالأمية في صفوف النساء العاملات والفلاحيات وحاربن الدعارة، بينما كان الرجال غاضبون من كل هذا.
تم تجنيدهم للخدمة في الحرب الأهلية عندما حاول العديد من الأعداء الإطاحة بالبلاشفة، لم يكن على النساء المشاركة ومع ذلك، فقد فعلوا وبأعداد كبيرة. لوحظ إلى أن البلاشفة قد حصلوا على بعض الدعم النسائي. التحق حوالي 50 إلى 70.000 امرأة بالجيش الأحمر بحلول عام 1920 لتشكل 2٪ من إجمالي القوات المسلحة. خلال هذا الوقت بدأت الحركة النسائية البلشفية تتشكل. تحدث لينين في كثير من الأحيان عن أهمية إعفاء النساء من الأعمال المنزلية حتى يتمكنن من المشاركة بشكل أكبر في المجتمع. تم تشريع مبدأ «المساواة في الأجر مقابل العمل المتساوي». تم تنفيذ بعض التغييرات على التقاليد الخاصة بالأسرة، بما في ذلك جعل الطلاق ممكن الوصول إليه بسهولة ومنح حقوق كاملة للأطفال غير الشرعيين.
حاول إحدى المقاتلات ذات الفكر الثوري، فانيا كابلان، اغتيال فلاديمير لينين في عام 1918، لكن تم اعتقالها وإعدامها. بالرغم من ذلك، لم يسترد لينين صحته تمامًا.

### إينيسا آرماند
كانت إينيسا آرماند (1874-1920) ثورية نشطة كانت قريبة جدًا من لينين، حصلت على أدوار رئيسية بعد توليه السلطة. أصبحت رئيس مجلس موسكو الاقتصادي. وشغلت منصب عضو تنفيذي في موسكو السوفياتي. أصبحت مديرة (Zhenotdel)، منظمة تناضل من أجل المساواة بين الإناث في الحزب الشيوعي والنقابات السوفيتية. ظلت المؤسسة نشطة حتى عام 1930.
مع صلاحيات اتخاذ القرارات التشريعية. قامت بإصلاحات للسماح بحق المرأة في الطلاق والإجهاض والمشاركة في الشؤون الحكومية وإنشاء مرافق مثل المقاهي الجماعية ومراكز الأمومة.
في عام 1918، وبمساعدة سفيردلوف ضد معارضة زينوفييف وراديك، نجحت في عقد مؤتمر وطني للنساء العاملات، مع لينين كمتحدث. ووفقًا لإلوود، فإن السبب وراء موافقة قيادة الحزب على دعم وتأييد تحريض أرماند للمرافق المجتمعية هو أن الحرب الأهلية تطلبت تجنيد النساء في أعمال المصانع والمهام المساعدة في الجيش الأحمر، الأمر الذي أوجد الحاجة إلى إعفاء النساء من المهام التقليدية.
ترأست أرماند أيضًا المؤتمر الدولي الأول للمرأة الشيوعية في عام 1920. وشهد ربيع عام 1920 ظهور مجلة (Kommunistka) مرة أخرى، بمبادرة من أرماند تناولت فيها «الجوانب الأوسع لتحرر النساء والحاجة إلى تغيير العلاقة بين الجنسين إذا كان التغيير الدائم سيحدث».

### المرأة الفلاحة وتحرير المرأة
كانت النساء الفلاحات غير مشتركات إلى حد كبير في كل من الحركة النسائية «البرجوازية» والثورة البلشفية. كانت أدوار الجنسين البطريركية هي طريقة الحياة في القرى، وكانت القرية هي المأوى الوحيد للفلاح الذي عرفته النساء. افترض المؤرخون أن الفلاحين رأوا أن الثورة تشكل تهديدًا خطيرًا لأسلوب حياتهم، وأن النساء الفلاحات، الفقيرة بالفعل، تخشى الاضطرابات الناجمة عن الحرب. فقط أقلية صغيرة من النساء الفلاحات انضمت إلى القضية البلشفية. يتضح رفض المرأة الفلاحة لتحرر المرأة بشكل واضح في رفضها المشاركة في عمل المرأة.

## وصلات خارجية
- ألكسندرا كولونتاي، المقاتلات في أيام ثورة أكتوبر العظمى.